# Ämtögat
Ämtögat är en sjö i Karlskoga kommun i Värmland och ingår i Göta älvs huvudavrinningsområde. Sjön är 6,6 meter djup, har en yta på 0,0065 kvadratkilometer och befinner sig 160 meter över havet.